# Austrochaperina minutissima
Espèce
Statut de conservation UICN

 DD  : Données insuffisantes
Austrochaperina minutissima est une espèce d'amphibiens de la famille des Microhylidae.

## Répartition
Cette espèce est endémique de la province de Papouasie en Nouvelle-Guinée occidentale. Elle se rencontre dans les monts Wondiwoi à la base de la péninsule Wandammen, entre le district de Manokwari et le kabupaten de Nabire dans l'ouest du golfe de Cenderawasih. Les spécimens ont été collectés entre 700 et 920 m d'altitude,.

## Description
Austrochaperina minutissima mesure de 15 à 16 mm pour les mâles et jusqu'à 17 mm pour les femelles. Son dos est brun-rouge avec de nombreuses petites taches brun foncé et blanches. Son ventre est jaunâtre ; sa gorge et son poitrail sont plus ou moins tachetés de brun.

## Étymologie
Son nom d'espèce, du latin minutus, « petit », dérivé en minutissima, « extrêmement petit », lui a été donné en référence au fait qu'il s'agisse de la plus petite espèce du genre Austrochaperina actuellement connue. Les auteurs proposent à ce titre le nom vernaculaire anglais de Pygmy Land Frog.

## Publication originale
- Rainer Günther, A new and minute species of Austrochaperina (Amphibia: Anura: Microhylidae) from western New Guinea. Vertebrate Zoology, vol. 59, no 1, p. 81-89, 2009 (texte intégral).